# П'єтракателла
П'єтракателла (італ. Pietracatella) — муніципалітет в Італії, у регіоні Молізе,  провінція Кампобассо.
П'єтракателла розташовані на відстані близько 210 км на схід від Рима, 17 км на схід від Кампобассо.
Населення — 1375 осіб (2014).

## Демографія
Населення за роками:

Станом на 1 січня 2023 року в муніципалітеті офіційно проживали 22 іноземці з 9 країн, серед них 2 громадяни країн Євросоюзу.

## Сусідні муніципалітети
- Гамбатеза
- Єльсі
- Макк'я-Вальфорторе
- Моначильйоні
- Річча
- Торо